# Brand Highway
Brand Highway est une route longue de 362 kilomètres reliant la banlieue nord de Perth, capitale de l'état d'Australie-Occidentale, à la cité portuaire de Geraldton, dans le Mid West. Avec la North West Coastal Highway, elle forme une partie de la liaison côtière reliant l'Australie-Occidentale au Territoire du Nord. La route est une partie de l'Highway 1, et est environ longue de 362 km. Comme pour la plupart des routes en Australie, la Brand Highway est principalement constituée d'une chaussée à une voie dans chaque sens.
La route fut achevée en 1975 et ouvrit en 1976 par le Premier Ministre d'Australie-Occidentale d'alors, Charles Court (en), qui la nomma en honneur de l'ancien Premier ministre, Sir David Brand.

## Description
Elle passe à travers des zones agricoles. Dongara, ainsi que les municipalités de Jurien Bay et de Cervantes, sont des destinations touristiques assez populaires. Sur le chemin, il y a plusieurs communautés routières (roadhouses). L'inconvénient de la Brand Highway est d'être assez monotone, et certains tronçons de ont connu de graves accidents, le plus souvent dus à la fatigue.
Pour les 5 derniers kilomètres de son itinéraire, elle sert de route principale en direction de la banlieue sud de Geraldton, comme Wandina, Tarcoola Beach, Mount Tarcoola et Mahomets Flats.

## Villes
- Gingin
- Parc national de Badgingarra
- Cataby
- Eneabba
- Dongara
- Greenough
- Geraldton